# Glorimar Ortega
Glorimar Ortega (ur. 21 listopada 1983 r. na Portoryko). Siatkarka gra na pozycji uniwersalnej. 
Obecnie występuje w drużynie Carolina. 
Włada dwoma językami: hiszpańskim i angielskim.